# 刨

刨子是一种木工工具，用来刨直、削薄、出光、作平物面。
将刨刃安装在坚实刨身上，再将整个刨身再工件上移动可以削出厚薄均匀的刨花。由于刨身具有一定长度，从而自然的切削木材突出的部分，加之刨刃固定成一定的角度，刨过的表面能够达到均匀平滑。
根据刨身的长度不同，可分为短刨、中刨、长刨，长刨主要刨制木板，使木板与木板之间拼接得更严密；中刨的作用是打粗，把木板上的粗毛去掉；短刨常用来刨光，使木板的表面变得细腻，有光泽。根据实际的需要，挑选不同长度刨身的刨子对木料进行刨光操作。
大多数刨子是向前推动使用的，也有部分是用拉的，例如日本的刨子。木工中最受欢迎的工具是电动刨床，无论是翻新旧家具、房屋建筑还是在花园里使用，许多明智的购买者会购买电动刨床。找到最好的刨床不是那么容易。这种刨床的大多数电动工具都是相似的。